# USS Dahlgren (DD-187)
USS Dahlgren (DD-187/AG-91) là một tàu khu trục lớp Clemson được Hải quân Hoa Kỳ chế tạo vào cuối Chiến tranh Thế giới thứ nhất và tiếp tục phục vụ trong Chiến tranh Thế giới thứ Hai. Nó được đặt tên theo Chuẩn đô đốc John A. Dahlgren (1809–1870), và là chiếc tàu chiến thứ hai của Hải quân Hoa Kỳ mang cái tên này.

## Thiết kế và chế tạo
Dahlgren được đặt lườn vào ngày 8 tháng 6 năm 1918 tại xưởng tàu của hãng Newport News Shipbuilding & Dry Dock Company ở Newport News, Virginia. Nó được hạ thủy vào ngày 20 tháng 11 năm 1918, được đỡ đầu bởi bà J. Pierce, con gái Chuẩn đô đốc Dahlgren; và đưa ra hoạt động vào ngày 6 tháng 1 năm 1920 dưới quyền chỉ huy của Hạm trưởng, Trung tá Hải quân L. Sahm.

## Lịch sử hoạt động
Dahlgren gia nhập Hạm đội Đại Tây Dương để thực tập và huấn luyện dọc theo vùng bờ Đông Hoa Kỳ, vùng biển México, ngoài khơi vịnh Guantánamo và tại vùng kênh đào Panama. Nó tham gia cuộc Duyệt binh Hạm đội Tổng thống tại Norfolk, Virginia vào tháng 4 năm 1921, cùng các thử nghiệm ném bom nhắm vào các con tàu cũ nguyên của Đế quốc Đức ngoài khơi bờ biển Virginia vào mùa Hè năm đó. Đến ngày 30 tháng 6 năm 1922, nó được cho xuất biên chế tại Philadelphia, Pennsylvania và được đưa về lực lượng dự bị.
Được cho nhập biên chế trở lại vào ngày 25 tháng 10 năm 1932, Dahlgren khởi hành từ Norfolk vào ngày 7 tháng 11 để đi San Diego, California, đến nơi vào ngày 30 tháng 11. Nó hoạt động dọc theo vùng bờ Tây Hoa Kỳ cho đến tháng 4 năm 1934, khi các cuộc tập trận hạm đội đưa nó trở lại khu vực Đại Tây Dương. Đến tháng 1 năm 1935, nó quay trở lại San Diego. Sau các hoạt động thường lệ dọc theo bờ Tây, nó lại lên đường đi sang phía Đông vào 1 tháng 7 năm 1937, đã tham gia cứu vớt đội bay của một thủy phi cơ thuộc lực lượng Tuần duyên trên đường đi, và đến New York vào ngày 21 tháng 7 năm 1937. Nó phục vụ trong các cuộc thử nghiệm kỹ thuật cho đến ngày 14 tháng 6 năm 1940.
Dahlgren hoạt động từ Norfolk và Newport, Rhode Island trong các nhiệm vụ tuần tra và hộ tống tàu ngầm trong huấn luyện; rồi từ tháng 1, đến ngày 1 tháng 4 năm 1941 đã hoạt động tại sông Patuxent, Maryland cho các thử nghiệm đạn dược và phát hiện tàu ngầm. Trong suốt mùa Hè năm 1941 nó thử nghiệm một kiểu chân vịt có thể thay đổi bước, rồi hộ tống một tàu tuần dương mới trong chuyến đi chạy thử máy. Vào ngày 4 tháng 1 năm 1942, Dahlgren đi đến Key West, nơi nó hộ tống thiết giáp hạm Washington cho các hoạt động trong vịnh Mexico. Nó quay trở về New York vào ngày 8 tháng 2 cho một lượt tuần tra duyên hải ngắn, và vào ngày 24 tháng 3 lại đi Key West để phục vụ cùng Trường sonar hạm đội và hoạt động tuần tra. Trong thời gian này, nó đã cứu vớt 57 người sống sót của chiếc Pennsylvania Sun vào ngày 15 tháng 7 năm 1942 cùng chín người khác của chiếc K-74 vào ngày 19 tháng 7 năm 1943.
Vào ngày 11 tháng 1 năm 1945, Dahlgren đi đến Charleston, South Carolina để hoạt động huấn luyện tàu ngầm cho đến ngày 1 tháng 3, khi nó được tái xếp lớp với ký hiệu lườn AG-91 và phục vụ cùng Trạm Thử nghiệm Chiến tranh Thủy lôi tại đảo Solomons, Maryland cho đến ngày 16 tháng 11 năm 1945, khi nó quay về neo đậu tại Xưởng hải quân Philadelphia. Tại đây nó được cho xuất biên chế vào ngày 14 tháng 12 năm 1945 và bị bán để tháo dỡ vào ngày 17 tháng 6 năm 1946.